# Les Destinées
Les Destinées sono dei componimenti poetici di carattere filosofico di Alfred de Vigny. Risalgono al 1843 ed al 1854, anni in cui vennero pubblicati nel periodico Revue des Deux Mondes. Vennero infine raccolti in un volume postumo (a Parigi nel 1864).
L'opera finisce così per comprendere 11 poemi, i quali approfondiscono una riflessione intorno all'uomo e che rivelano la concezione più matura di Vigny: si tratta del passaggio dal pessimismo alla rassegnazione. L'autore affronta, per mezzo di un ritmo maestoso e innumerevoli simboli, i temi più duri per l'uomo come la morte e la vigliaccheria. Attraverso lo stoicismo, ovvero la completa accettazione di ciò che la vita ci offre (sia nel bene che nel male), De Vigny intende rispondere ai suoi interrogativi dicendo che l'uomo non può fare nulla: deve solo accettare, poiché il destino è inflessibile e tutte le azioni per modificarlo sono vane. De Vigny vede metaforicamente la vita come un gioco di carte: l'uomo deve accettare le carte che riceve e deve giocarle nel migliore dei modi.